# Изобличење сигнала
Дисторзија (или изобличење) је промена оригиналног облика (или других карактеристика) нечега, нпр. неког објекта, слике, звука или облика таласног сигнала. Дисторзија је углавном нежељена, и инжењери се труде да је уклоне, или да је смање. Са друге стране у неким ситуацијама, дисторзија може бити пожељна. Важна операција обраде сигнала хетеродајнинг, је базирана на нелинеарном сабирању сигнала како би изазвала интермодулацију. Дисторзија се такође користи као музички ефекат, посебно са електричним гитарама.
Додавање шума или других спољних сигнала (шум напајања, интерференција) се не назива дисторзијом, мада се ефекти дисторзије квантизације понекад називају шумом. Квалитативна мера која експлицитно показује шум и дисторзију је Однос сигнала према шуму и дисторзији (СИНАД).

## Електронски сигнали
У телекомуникацијама и обради сигнала, систем без шума може да се опише преносном функцијом, таквом да {\displaystyle y(t)} може да се напише као функција од улаза {\displaystyle x} на следећи начин:
{\displaystyle y(t)=F(x(t))}
Када преносна функција описује само идеално појачање описано константом A и идеално кашњење T
{\displaystyle y(t)=A\cdot x(t-T)}
онда је излаз без дисторзије. Дисторзија се јавља када је преносна функција F компликованија од горе описане. Ако је F линеарна функција, на пример за филтер чије се појачање и кашњење мења у зависности од фреквенције, сигнал трпи линеарну дисторзију. Линеарна дисторзија не мења облик сигнала једне синусоиде, али углавном мења облик сигнала који се састоји од више тонова.
График показује понашање сигнала (који се састоји од квадратног сигнала за којим следи синусоидни сигнал) док он пролази кроз различите дисторзионе функције
1. Прва крива (црне боје) показује улазни сигнал. Она такође показује излазни сигнал недисторзионе пренсне функције (права линија).
2. Високофреквентно пропусни филтер (зелена крива) дисторзује облик квадратног сигнала, смањујући његову нискофреквентну компоненту. Ово је разлог због чега постоји закривљење врхова квадратних импулса. Ова "импулсна дисторзија" може бити врло значајна када поворка импулса мора да прође кроз појачало које има високофреквентно пропусни филтер. Како синусоидни сигнал садржи само једну фреквенцију, његов сигнал остаје неизмењен.
3. Нискофреквентно пропусни филтер (плава крива) заобљава импулсе одузимајући високофреквентну компоненту из њих. Сви системи су нискофреквентно пропусно до неке мере. Приметите да је фаза синусоидног сигнала другачија у случајевима нискофреквентно пропусног и високофреквентно пропусног филтера, због фазне дисторзије филтера.
4. Благо нелинеарна преносна функција (љубичаста крива), благо компресује врхове синусоидног сигнала, што је типично за аудио појачала која раде на цеви. Ово ствара малу количину хармоника нижих редова.
5. Јако исечена преносна функција (црвена крива) ствара хармонике виших редова. Делови преносне функције су равни, што даје индикацију да је сва информација о улазном сигналу изгубљена у овој области.

Преносна функција идеалног појачавача, са идеалним појачањем и кашњењем, је само апроксимација. Право понашање система је углавном другачије. Нелинеарности преносне функције активног уређаја (као што су вакуумска цев, транзистор, операциони појачавач) су чест извор нелинеарних дисторзија; у пасивним компонентама (као што су коаксијални кабл или оптички кабл), линеарна дисторзија може да настане од нехомогености, рефлексија, и других фактора у путањи пропагације.

### Амплитудна дисторзија
Амплитудна дисторзија је дисторзија која се јавља у систему, подсистему, или уређају када излазна амлитуда није линеарна функција улазне амплитуде под одређеним условима.

### Хармоничка дисторзија
Хармоничка дисторзија додаје нове тонове који су фреквенције целобројног умножка оригиналне фреквенције сигнала. Нелинеарности које доприносе повећању амплитудне дисторзије у аудио системима су најчешће мерени у погледу додатних хармоничнихсигнала који су додати на чист синусоидни сигнал који се доводи систему. Хармоничка дисторзија може да се изрази у облику релативне снаге појединачних компоненти, у децибелима, или у корену збира квадрата свих хармоничких компоненти: Коефицијент хармоничких изобличења (ТХД), процентуално. Ниво дисторзије на коме хармоничка дисторзија постаје чујна није лако одредити. Различите верзије дисторзија (као што је дисторзија скретница) су много више чујне од других (као што је благо сечење сигнала) иако су ТХД мерења идентична. Хармоничка дисторзија у применама радио технике се ретко изражава као ТХД. 

### Дисторзија фреквентног одзива
Нераван фреквентни одзив је облик дисторзије која се јавља када се различите фреквенције појачавају различитим појачањем, које проузрокују филтери. На пример, неуниформни фреквентни одзив каскадног појачала је пример фреквентне дисторзије. У случају аудио примена, ова дисторзија углавном настаје због акустике собе, лоших звучника и микрофона, дугачких звучничких каблова у комбинацији са фреквентно зависном импедансном звучника, итд...

### Фазна дисторзија
Ова врста дисторзије углавном настаје због реактивних компоненти, као што је реактанса кондензатора или калема. Овде се све компоненте улазног сигнала не појачавају са истим фазним помаком, чинећи део излазног сигнала ван фазе са остатком излазмог сигнала.

### Дисторзија групног кашњења
Може да се пронађе само у дисперзивном медију.
У таласоводу, брзина пропагације се мења у зависности од фреквенције.
У филтеру, групно кашњење има тенденцију да ствара врх близу фреквенције сечења, што резултује импулсном дисторзијом. Када су постојали дугачки аналогни телефонски каблови, на пример са преношењем 12 канала, дисторзија групног кашњења је морала да се исправи у рипитерима.

### Корекција дисторзије
Ако је излаз система да са y(t) = F(x(t)), и ако може да се нађе инверзна функција F−1, која се користи да се намерно дисторзује улазни или излазни сигнал, онда је дисторзија исправљена.
Пример такве корекције су снимци са грамофонских плоча који се преносе ултракратким радиом и који су намерно пренаглашени линеарним филтером, тада систем за репродукцију примењује инверзни филтер како би репродуковао звук система без дисторзија.
Корекција није могућа ако не постоји инверзна крива, на пример уколико преносна функција има делове који су равни (инверзни сигнал би мапирао више улазних тачака на једну излазну). Ово ствара непоправљив губитак информација. Таква ситуација може да се деси када се појачало преоптерети- што изазива сечење сигнала или дисторзију брзине одзива, када за тренутак само карактеристике појачала одређују облик излазног сигнала, а не само улазни сигнал.

#### Поништавање хармоничке дисторзије парних хармоника
Многа симетрична електрична кола смањују јачину парних хармоника који настају услед нелинеарности компоненти унутар појачала, комбинујући два сигнала супротних половина кола где су дисторионе компоненте сличне јачине али супротне фазе. Примери су погурај-повуци појачала и парови дугог репа.

## Сигнали модема и телетајп машина
У бинарним сигналима као што је ФСК (фреквентно померено куцање), дисторзија је померање великог броја сигналних импулса од своје тачне позиције релативно у односу на почетак стартног импулса. Јачина дисторзије се изражава у процентима идеалне дужине импулса. Ово се некада зове дисторзија помераја.
Телеграфска дисторзија је сличан али старији проблем, која дисторзује однос између интервала "маркирања" и "празног места"

## Дисторзија у уметности
У свету уметности, дисторзија је било какв апромена од стране уметника у величини, облику или визуелном карактеру форме која изражава идеју, како би пренела емоцију или увећала визуелни ефекат. Често се назива "апстракција" , примери су „Жена која јеца“ од Пикаса и „The Adoration of the Shepherds“ од Ел Грека.

## Аудио дисторзија
У овом контексту, под дисторзијом се мисли на било коју врсту деформације излазног сигнала у односу на улазни, најчешће сечење сигнала, хармоничка дисторзија или интермодулациона дисторзија (феномен мешања сигнала) које изазива нелинеарно понашање електронских компоненти и ограничења напајања. Термини за одређену врсту нелинеарне аудио дисторзије су: диторзија скретнице, дисторзија услед спорог одзива сигнала (СИД) и транзијентна интермодулација (ТИМ).
Дисторзија у музици се некада користи намерно као ефекат, погледати такође овердрајв музика и стварање дисторзије. Друге врсте аудио дисторзије на које се мисли су : фреквентни одзив, аудио компресија, модулација, алиасинг, шум квантизације, шум снимка, и подрхтавање звука са аналогних медија као што су грамофонска плоча и магнетна трака. Људско уво не може да чује фазну дисторзију, осим што она може да утиче на стерео слику. (Види још: Мерења аудио система.)
У многим пољима, дисторзија се описује као нежељена промена сигнала.

## Оптика
У оптици, оптичка дисторзија (дисторзија слике) одступање од ректилинеарне пројекције коју изазива промена увећања са повећањем размака од оптичке осе оптичког система.

## Пројекција мапе
У картографији, дисторзија је погрешна презентација неке површине или облика. Меркатор пројекција, на пример, дисторзује мапу тако што превише наглашава величину области на великим висинама.